# Hasta la muerte
Hasta la muerte è un singolo del gruppo musicale italiano The Sun, terzo e ultimo estratto dell'album Spiriti del Sole. La canzone sarà inclusa nella raccolta 20 in versione inglese, mentre una sua versione spagnola verrà inserita in Espíritus del Sol.

## Tracce
Testi di Francesco Lorenzi, musiche di Francesco Lorenzi, Maurizio Baggio.
1. Hasta la muerte – 3:17

## Video musicale
Il 19 marzo 2011 è stato pubblicato un videoclip per il brano. Il video è stato diretto dal produttore artistico Maurizio Baggio in collaborazione con il batterista Riccardo Rossi e da Nicola Tonnellotto. Vede la partecipazione di Marco Auriemma, ex bassista del gruppo, ed è stato girato in varie località italiane: le parti in playback sul Monte Corno a Lugo di Vicenza, il resto passando per Roma, Pisa, Milano, Verona, Vicenza e provincia di Vicenza.

## Formazione
Formazione come da libretto.
The Sun
- Francesco "The President" Lorenzi – voce, chitarra
- Riccardo "Trash" Rossi – batteria
- Matteo "Lemma" Reghelin – basso, cori
- Gianluca "Boston" Menegozzo – chitarra, cori

Produzione
- Francesco Lorenzi – produzione, missaggio, mastering
- Maurizio Baggio – produzione, missaggio, mastering